# وودسایت ایست (دلاویر)
وودسایت ایست (به انگلیسی: Woodside East) یک منطقهٔ مسکونی در ایالات متحده آمریکا است که در شهرستان کنت، دلاویر واقع شده‌است. وودسایت ایست ۴٫۴ کیلومتر مربع مساحت و ۲٬۳۱۶ نفر جمعیت دارد و ۱۴٫۰۲ متر بالاتر از سطح دریا واقع شده‌است.